# リヒテンシュタイン美術館
リヒテンシュタイン美術館（リヒテンシュタインびじゅつかん、Liechtenstein Museum）は、オーストリアのウィーンにある美術館である。
ヨーロッパで最も古い貴族の一つであるリヒテンシュタイン家にちなんで名付けられた。
美術館には、アルザーグルントのリヒテンシュタイン庭園宮殿やリヒテンシュタイン市街宮殿など、いくつかの場所がある。
庭園宮殿は、Domenico Egidio Rossiに設計と建設を依頼したリヒテンシュタインのヨハン・アダム・アンドレアス王子によって建てられた。
建物は1700年に完成した。

## コレクション
1805年から1939年まで、リヒテンシュタイン家のプライベートコレクションが展示されていた。
美術館は2004年3月29日に開館したが、来館の流れが不十分だったため、2011年に閉館し、現在は予約制の団体のみの開放となっている。
コレクションの焦点はバロックからの絵画である。
フランス・ハルス、ヘラルト・ドウ、ピーテル・パウル・ルーベンスなどの作品がある。

## ギャラリー

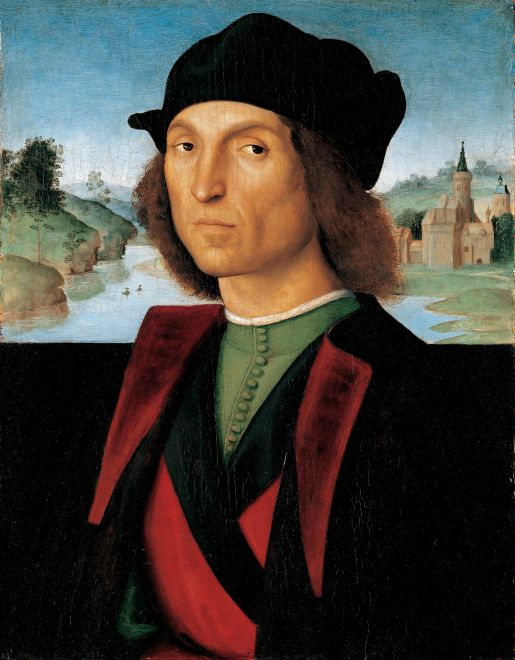
ラファエロ・サンティ, Portrait of a Man
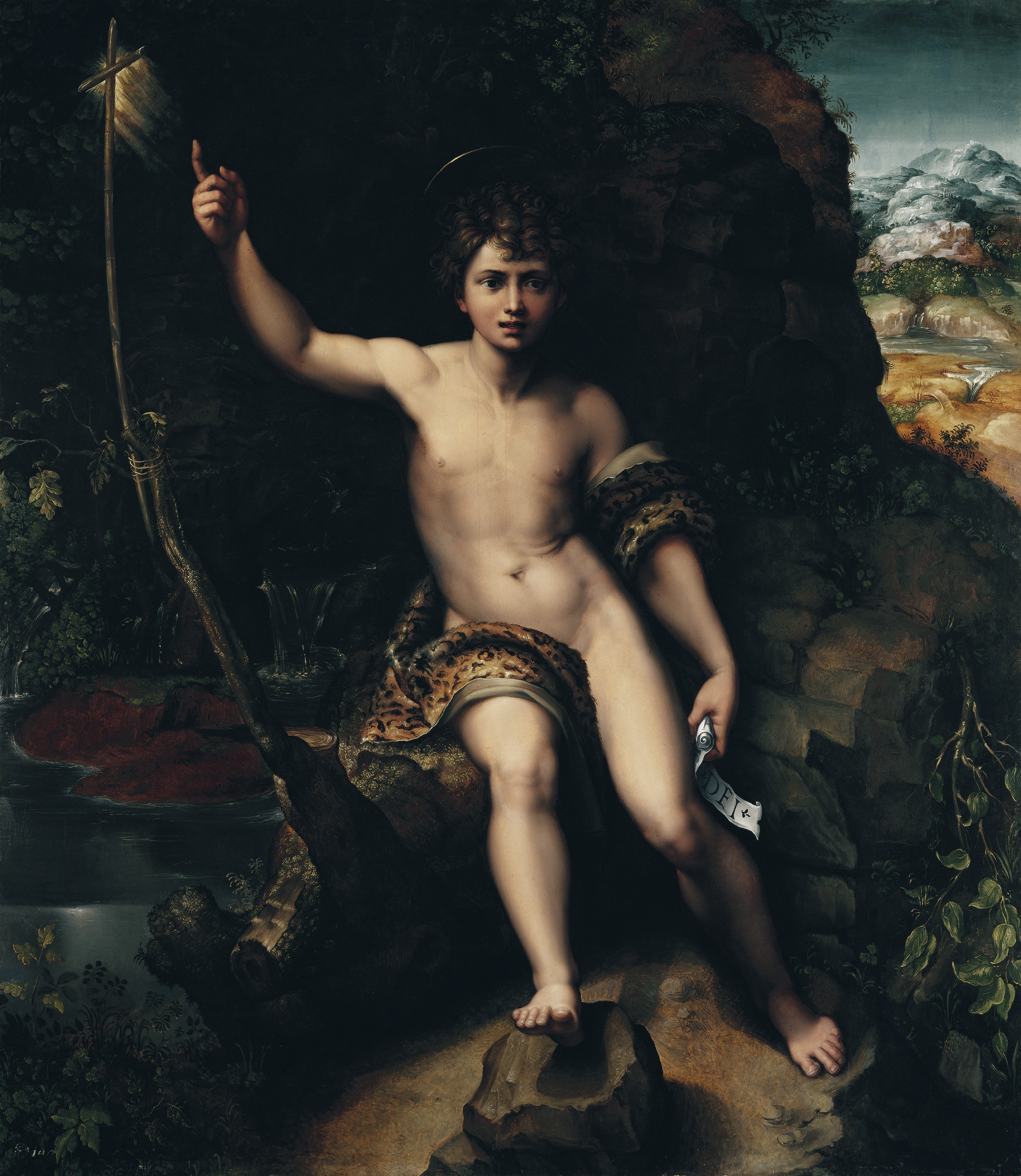
ジュリオ・ロマーノ, St. John the Baptist in the Wilderness
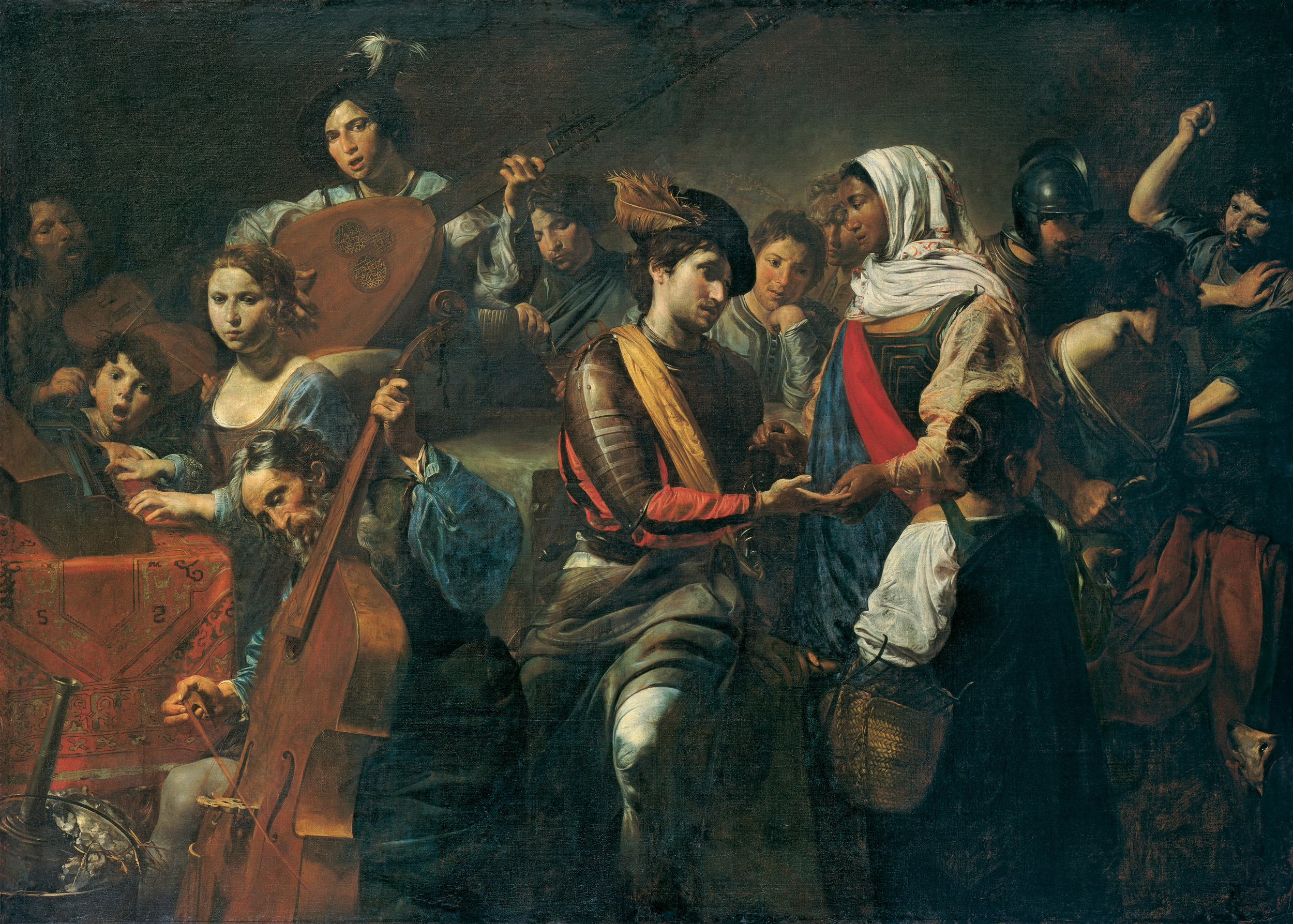
ヴァランタン・ド・ブーローニュ, A Musical Company with a Fortune-Teller ("Reunion with a Gypsy")
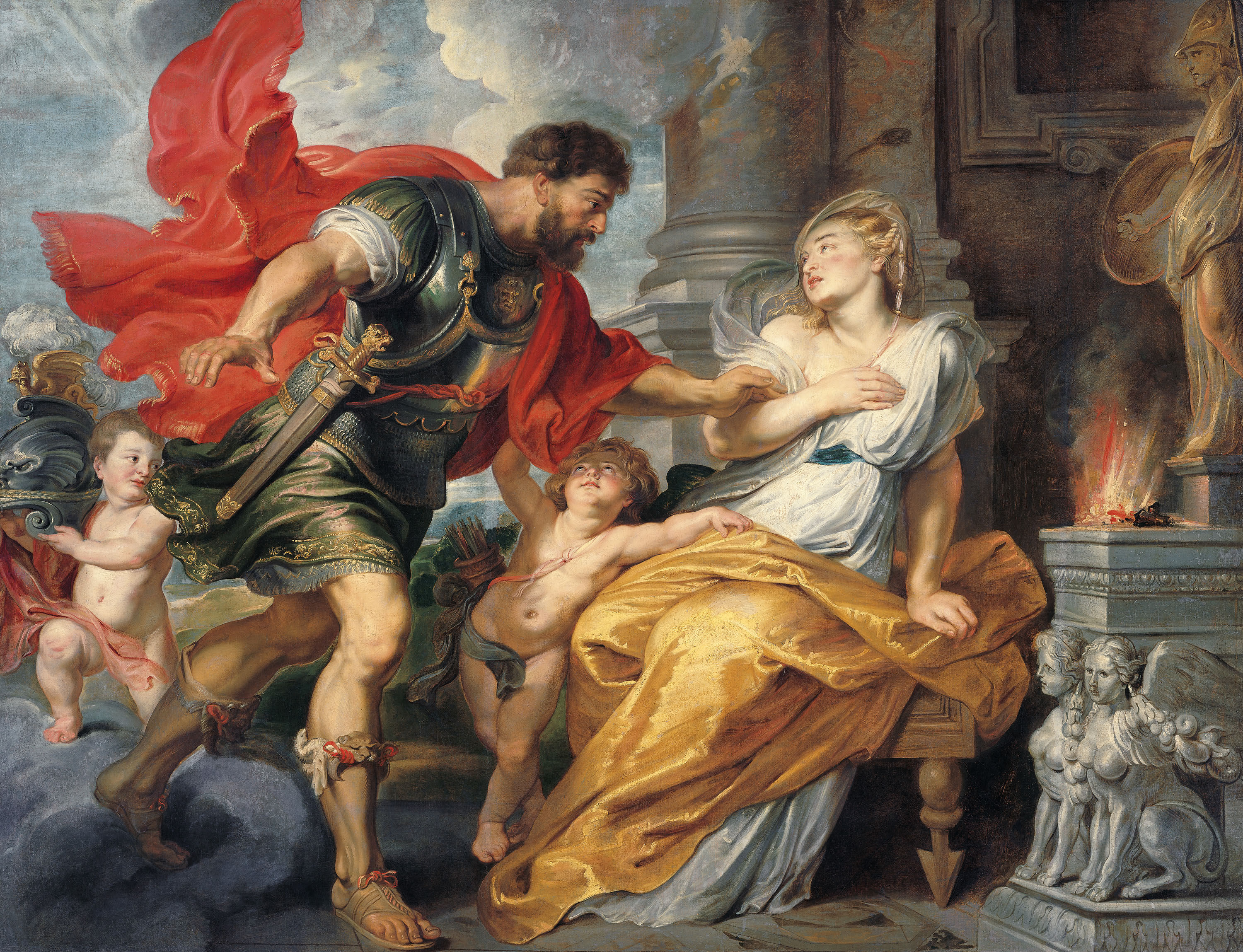
ピーテル・パウル・ルーベンス, 『マルスとレア・シルウィア（英語版）』
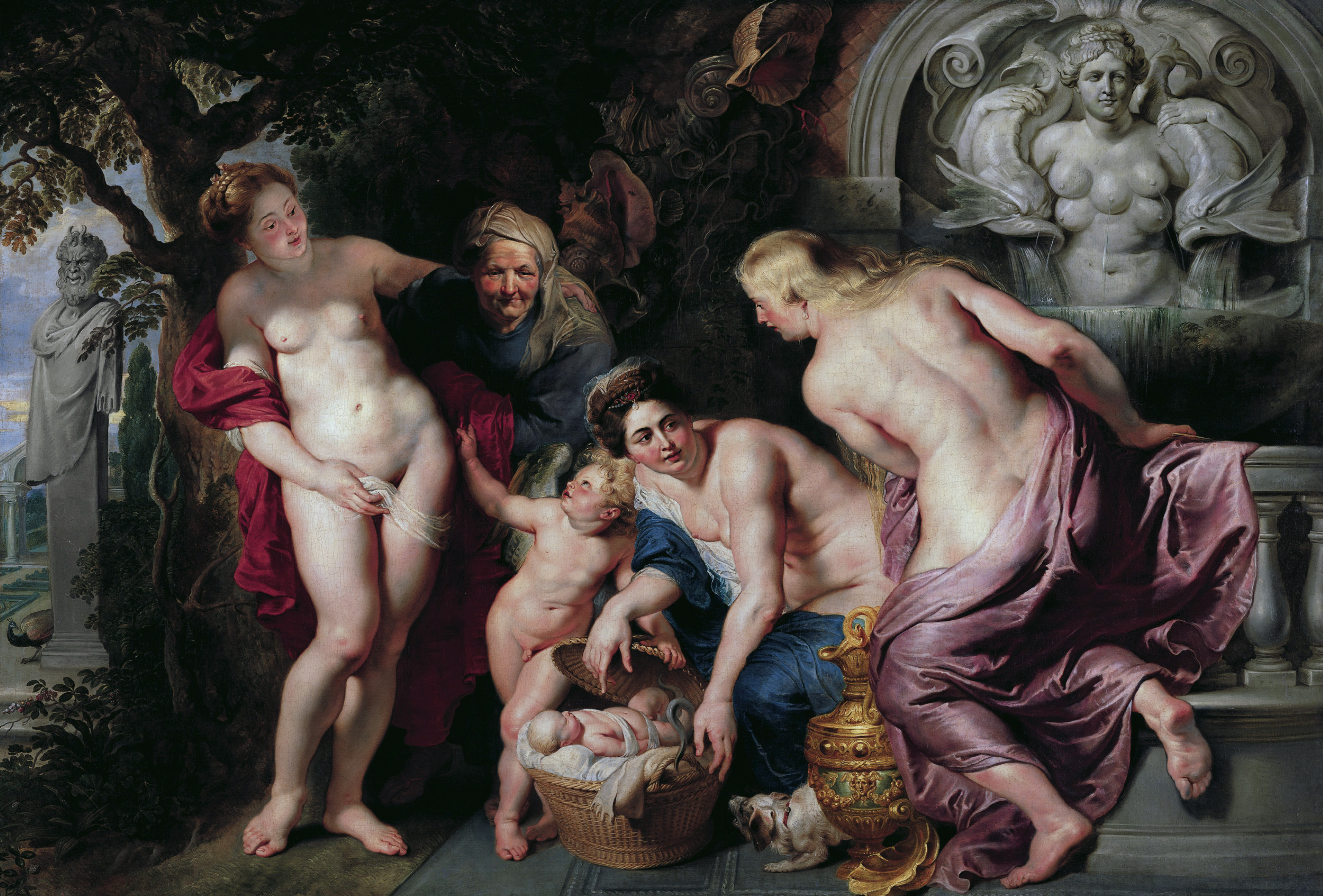
ピーテル・パウル・ルーベンス, 『ケクロプスの娘たちによって発見されたエリクトニオス』
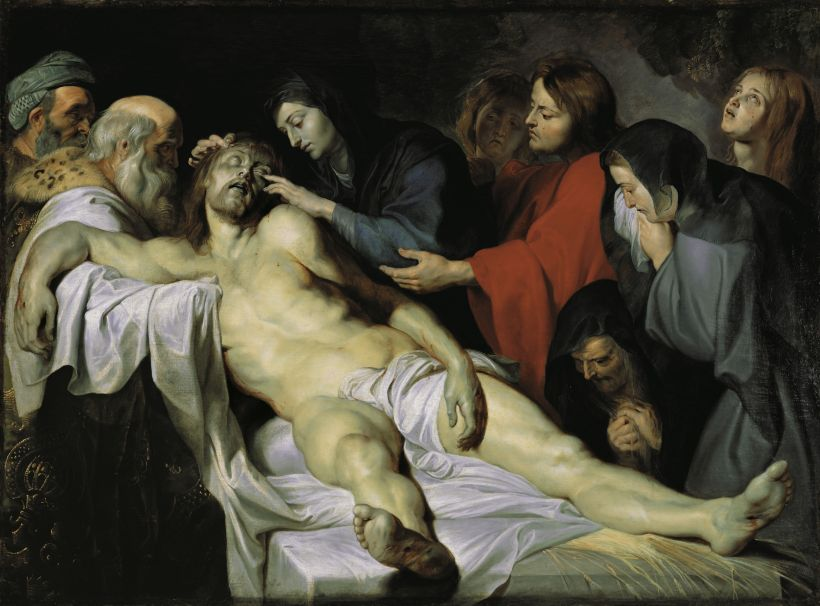
ピーテル・パウル・ルーベンス, Lamentation of Christ
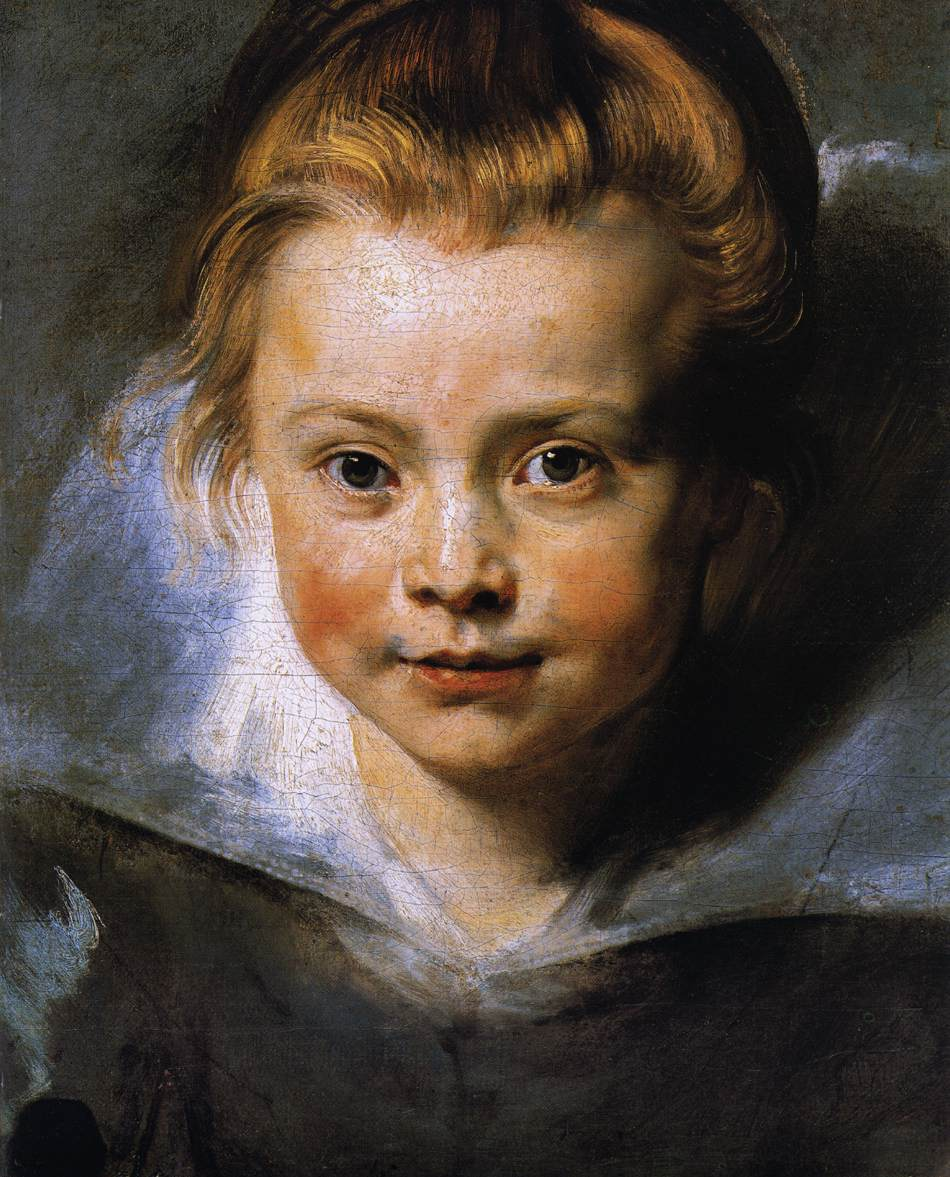
ピーテル・パウル・ルーベンス,『クララ・セレーナ・ルーベンスの肖像』
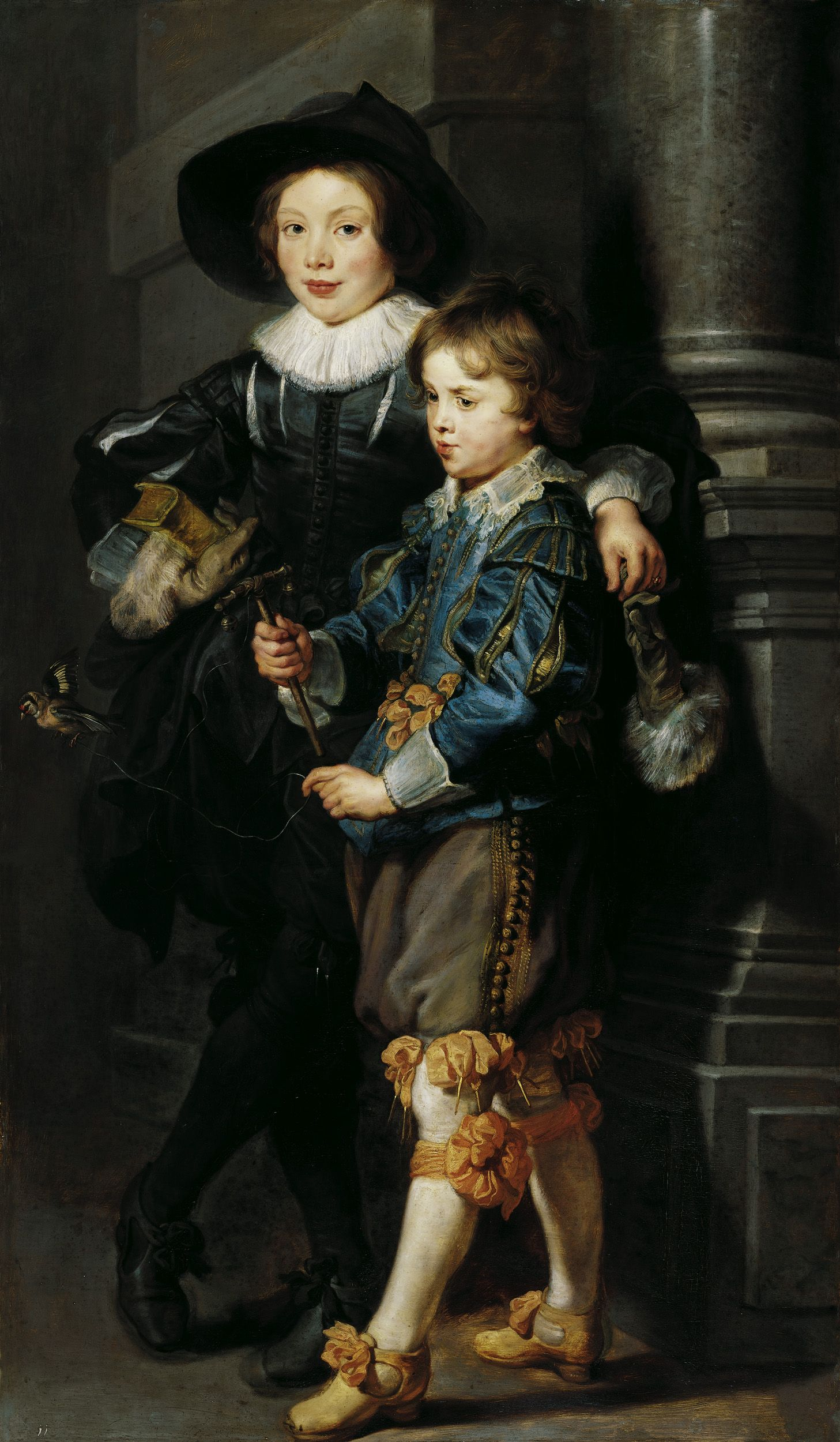
ピーテル・パウル・ルーベンス, 『アルベルトとニコラース・ルーベンスの肖像』
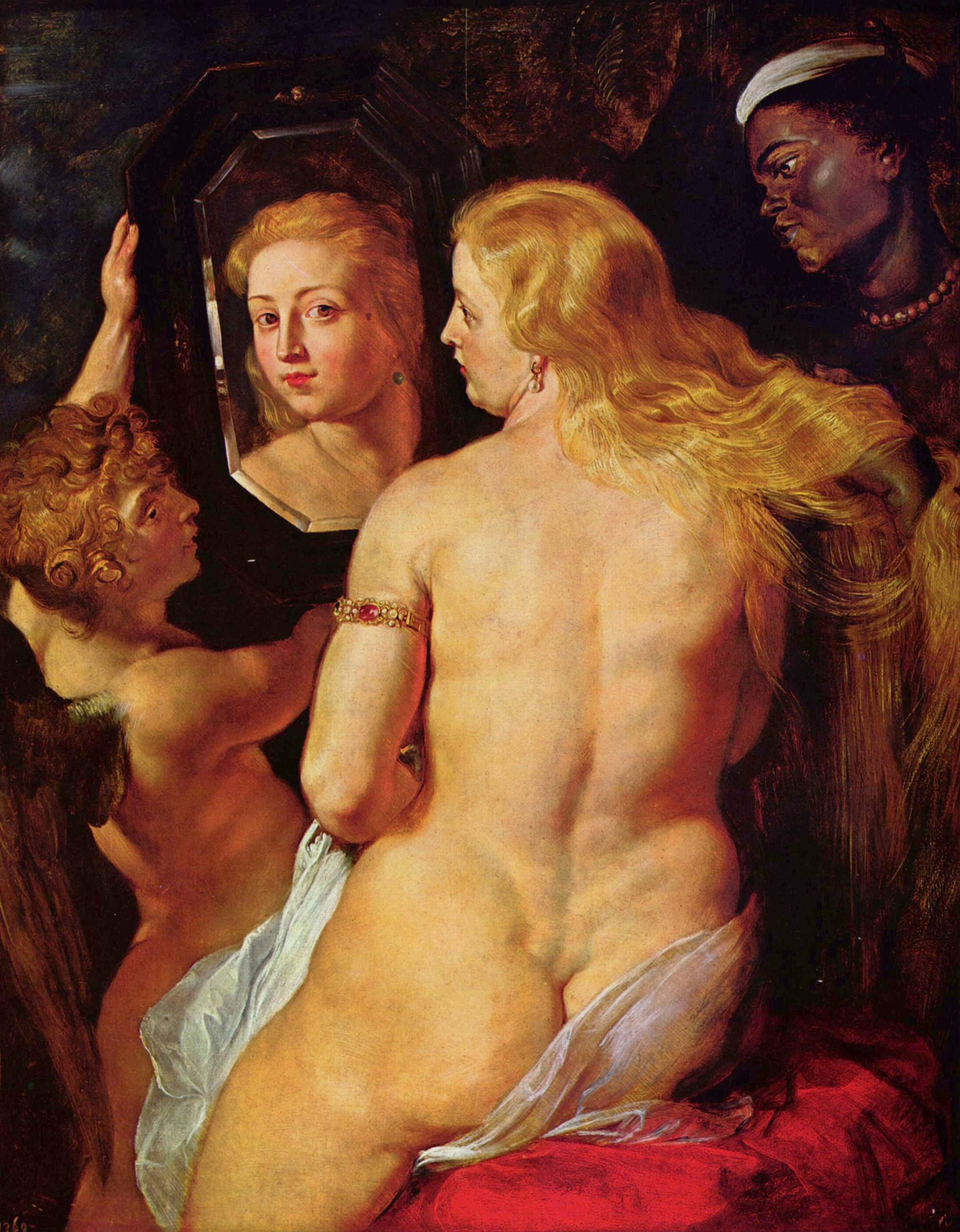
ピーテル・パウル・ルーベンス, 『鏡を見るヴィーナス』
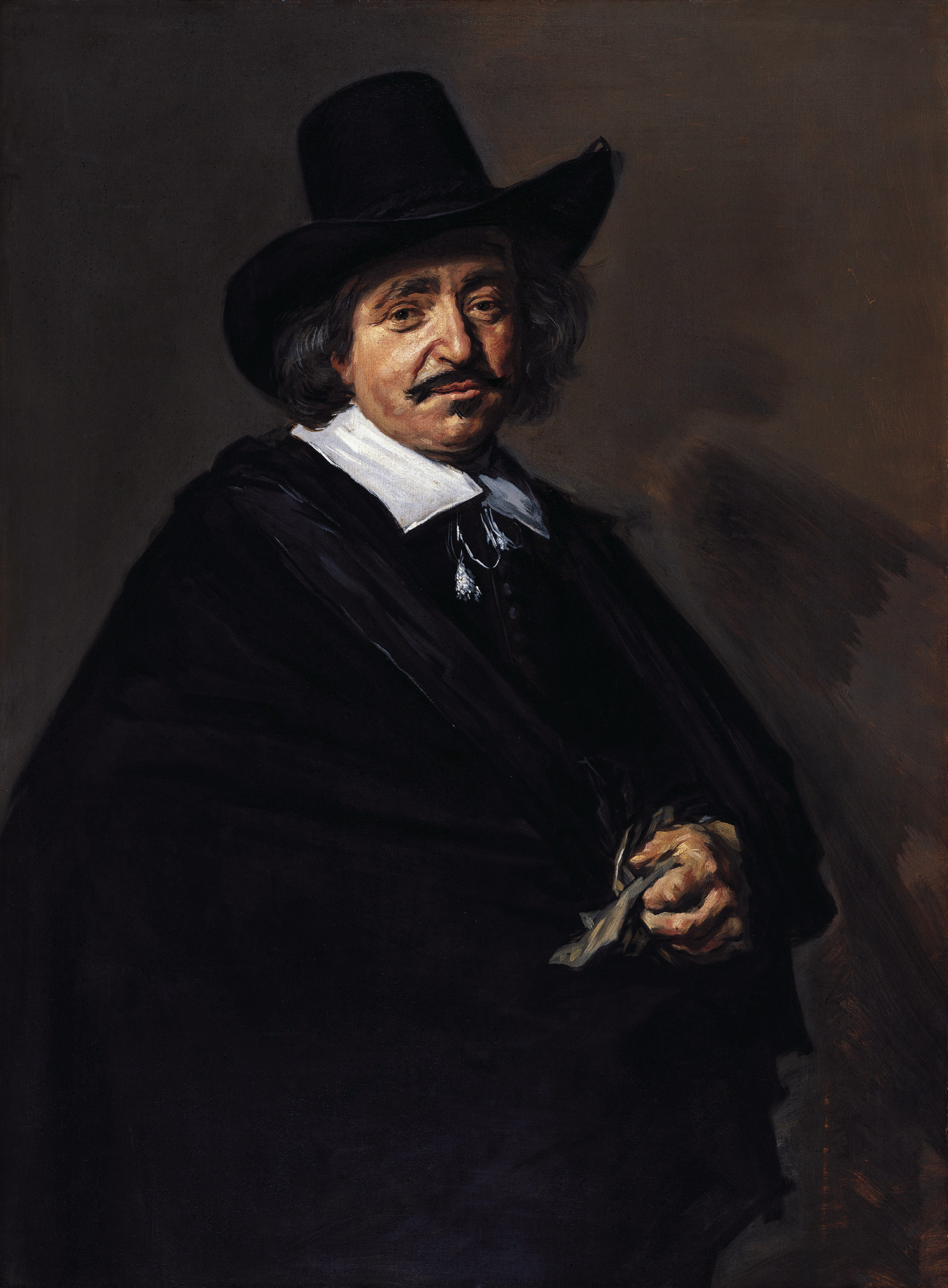
フランス・ハルス, Portrait of a man
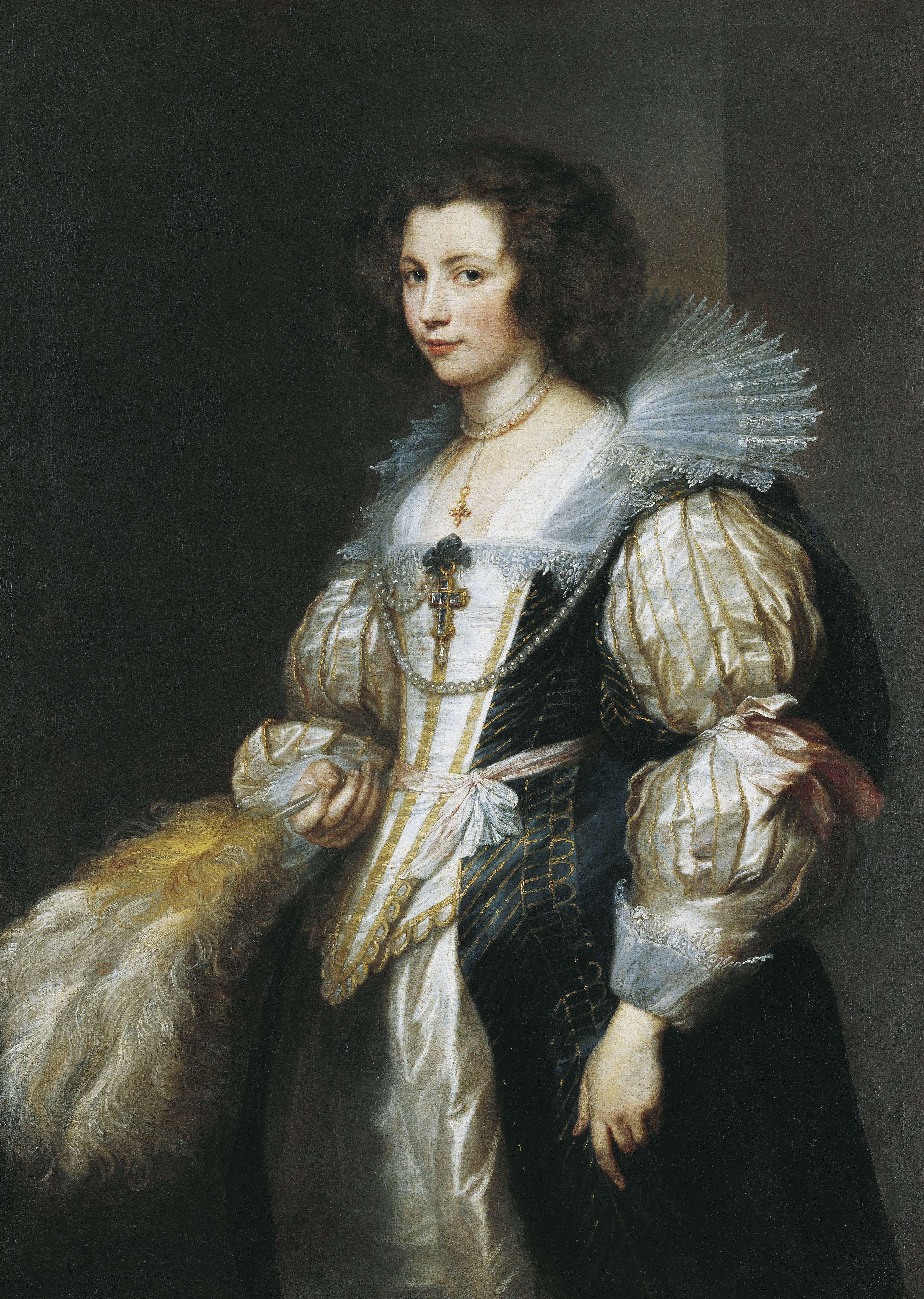
アンソニー・ヴァン・ダイク, 『マリー＝ルイーズ・デ・タシスの肖像』
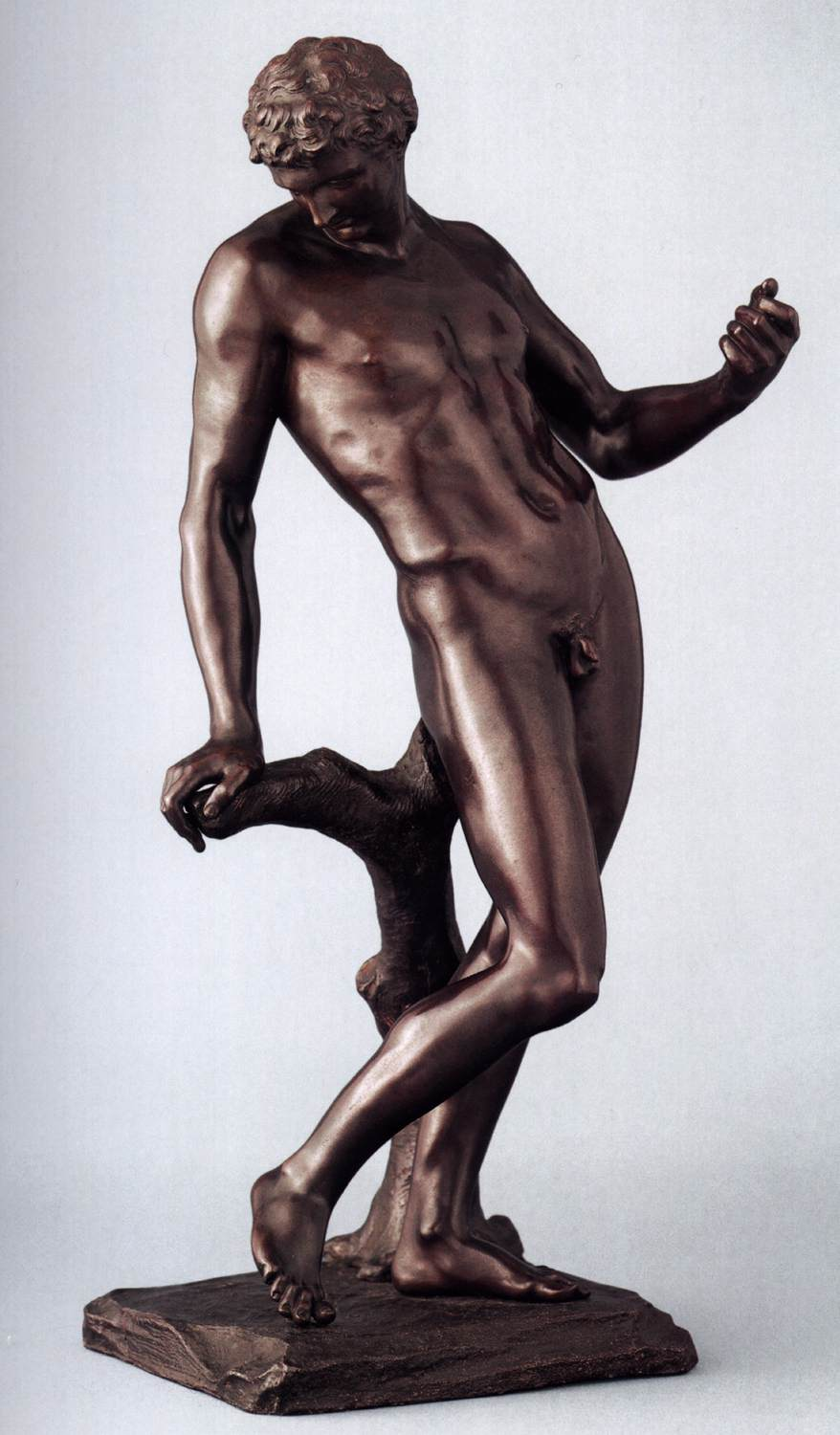
フランソワ・デュケノア, Mercury
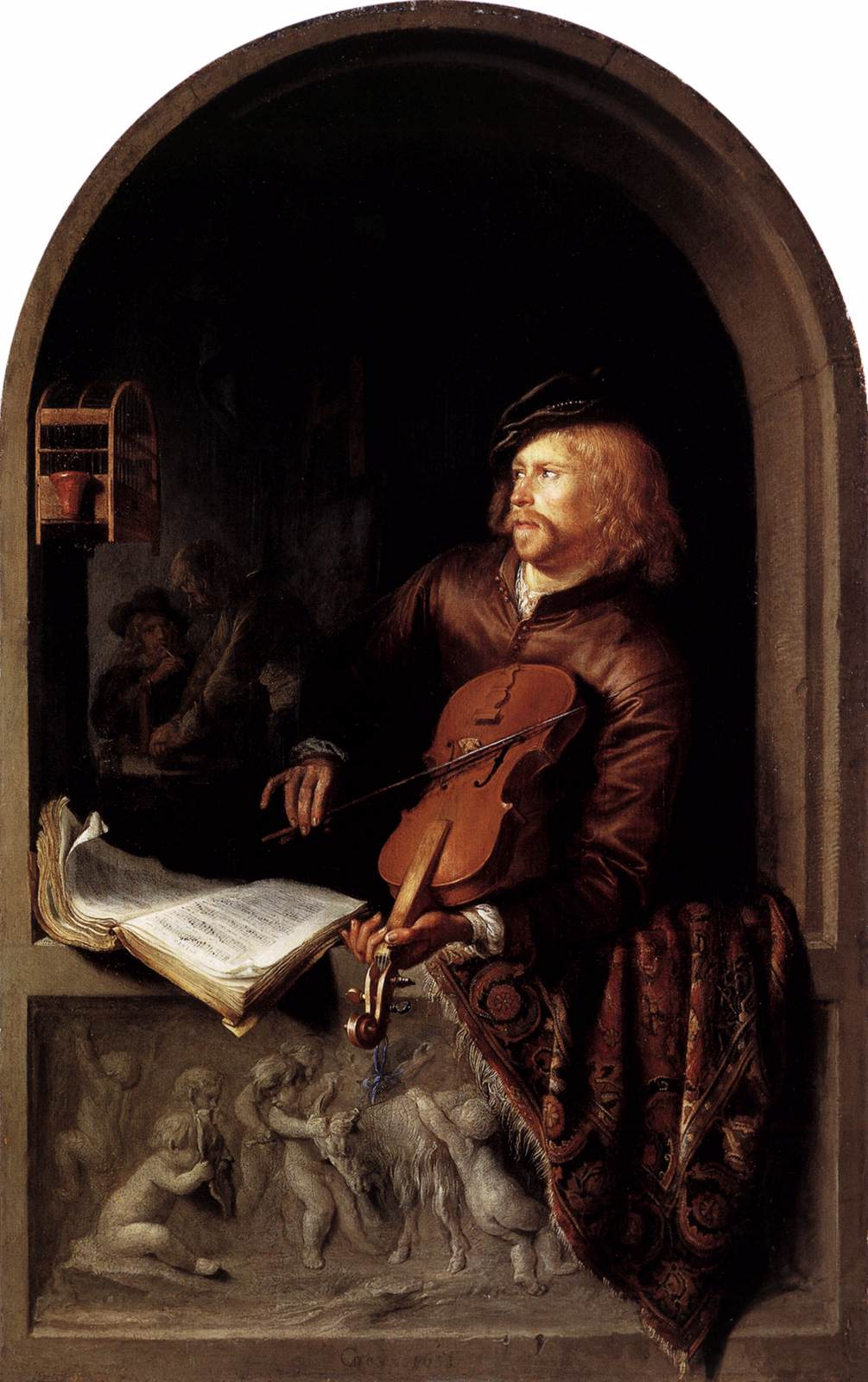
ヘラルト・ドウ, 『ヴァイオリン奏者』
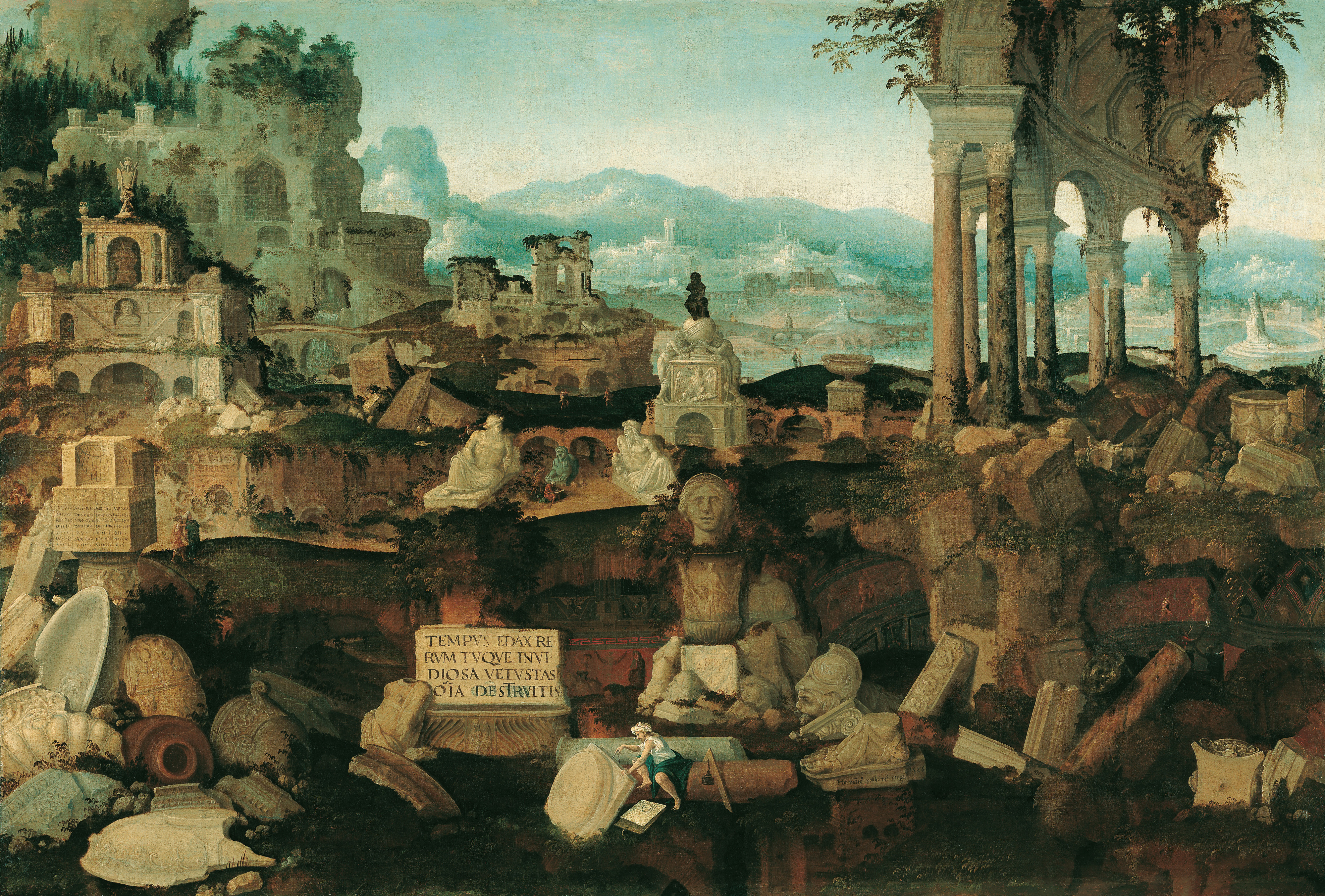
Herman Posthumus, Landscape with ruins
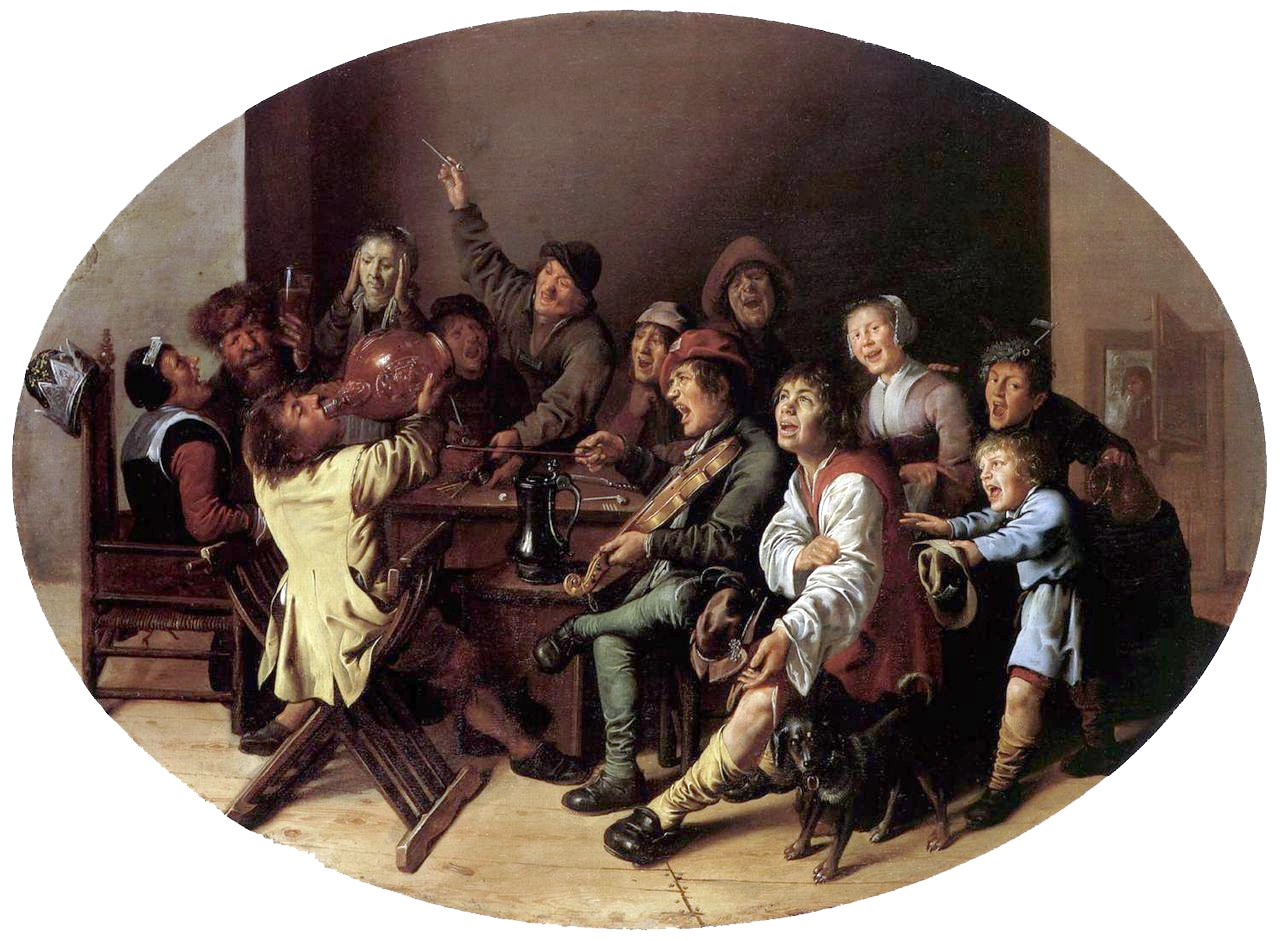
ヤン・ミーンセ・モレナール, 1636-37, The king drinks (Twelfth Night festivities)
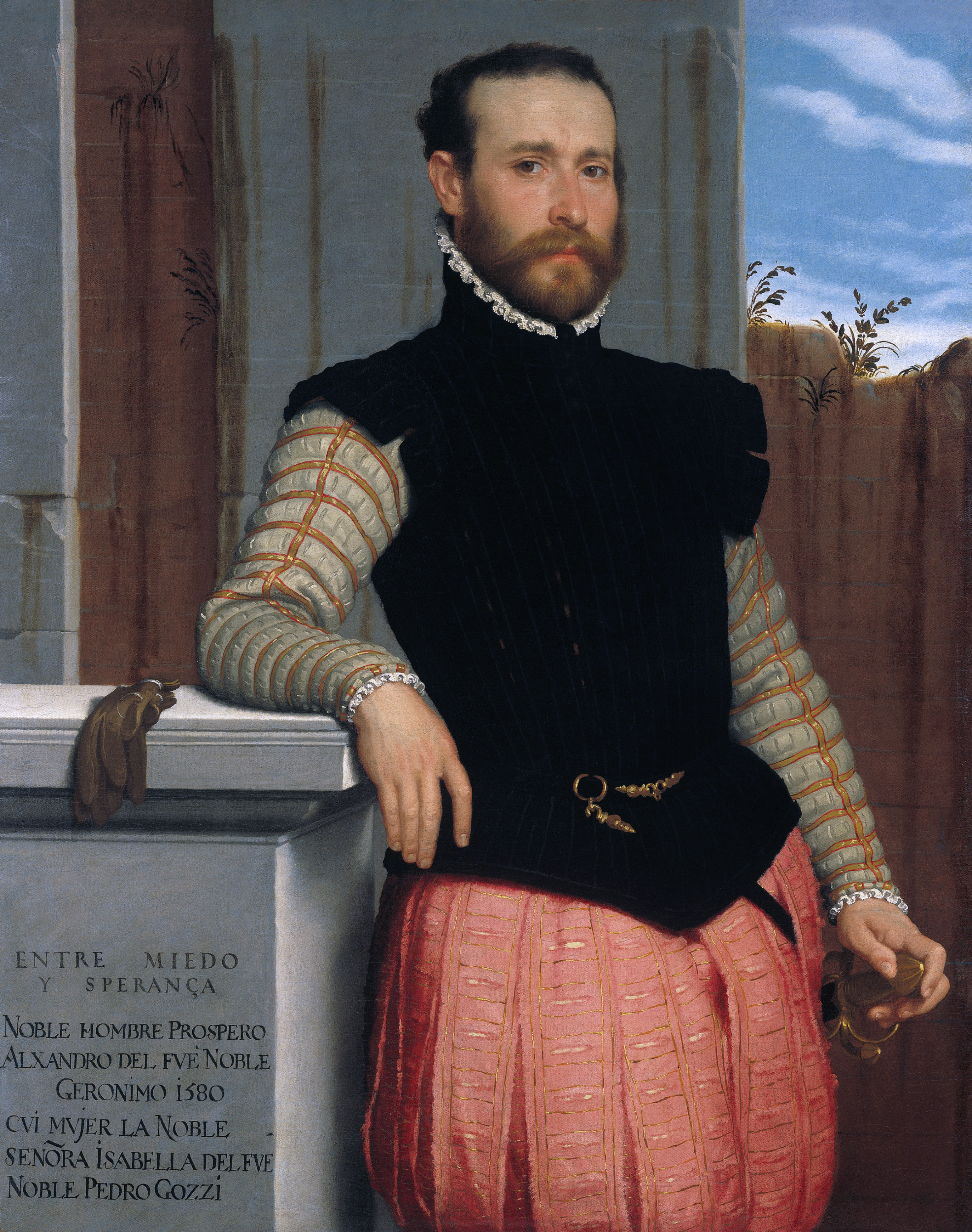
ジョヴァンニ・バッティスタ・モローニ, Prospero Alessandri
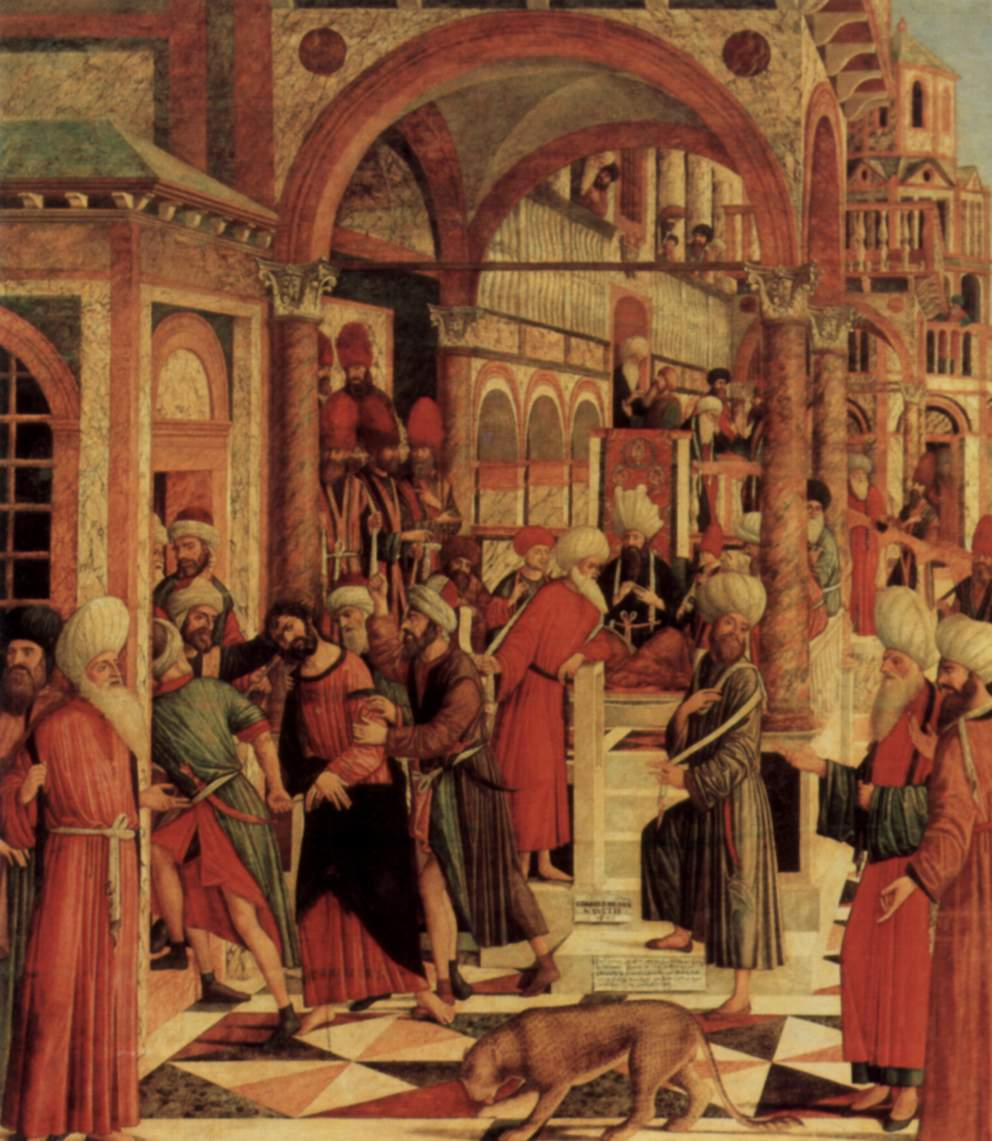
Mansueti, The Taking of St. Marc
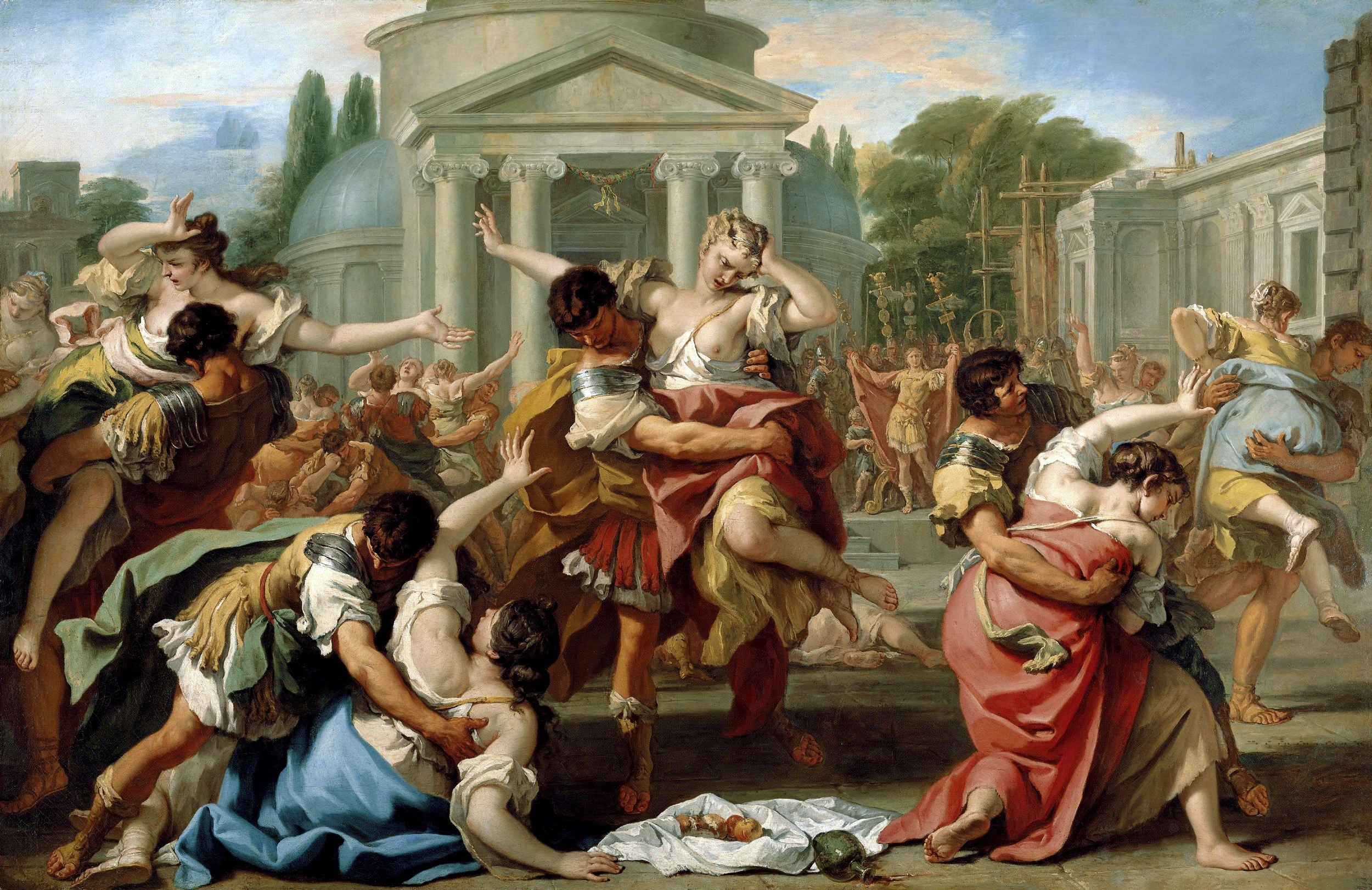
セバスティアーノ・リッチ, 『サビニの女たちの略奪』
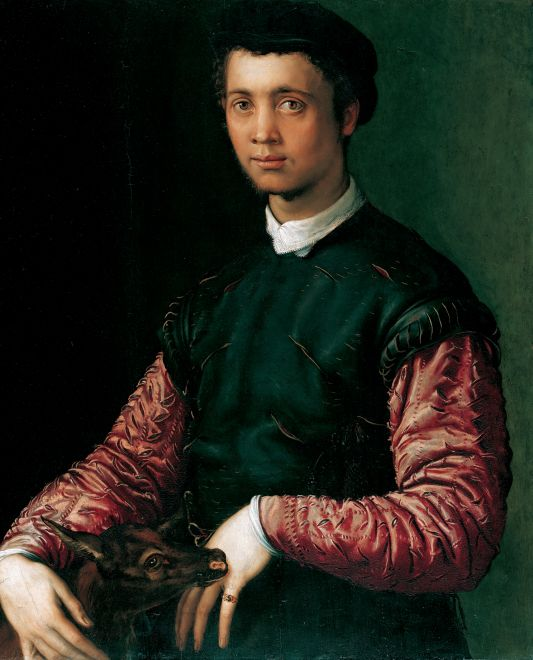
フランチェスコ・サルヴィアーティ, Portrait of a young man
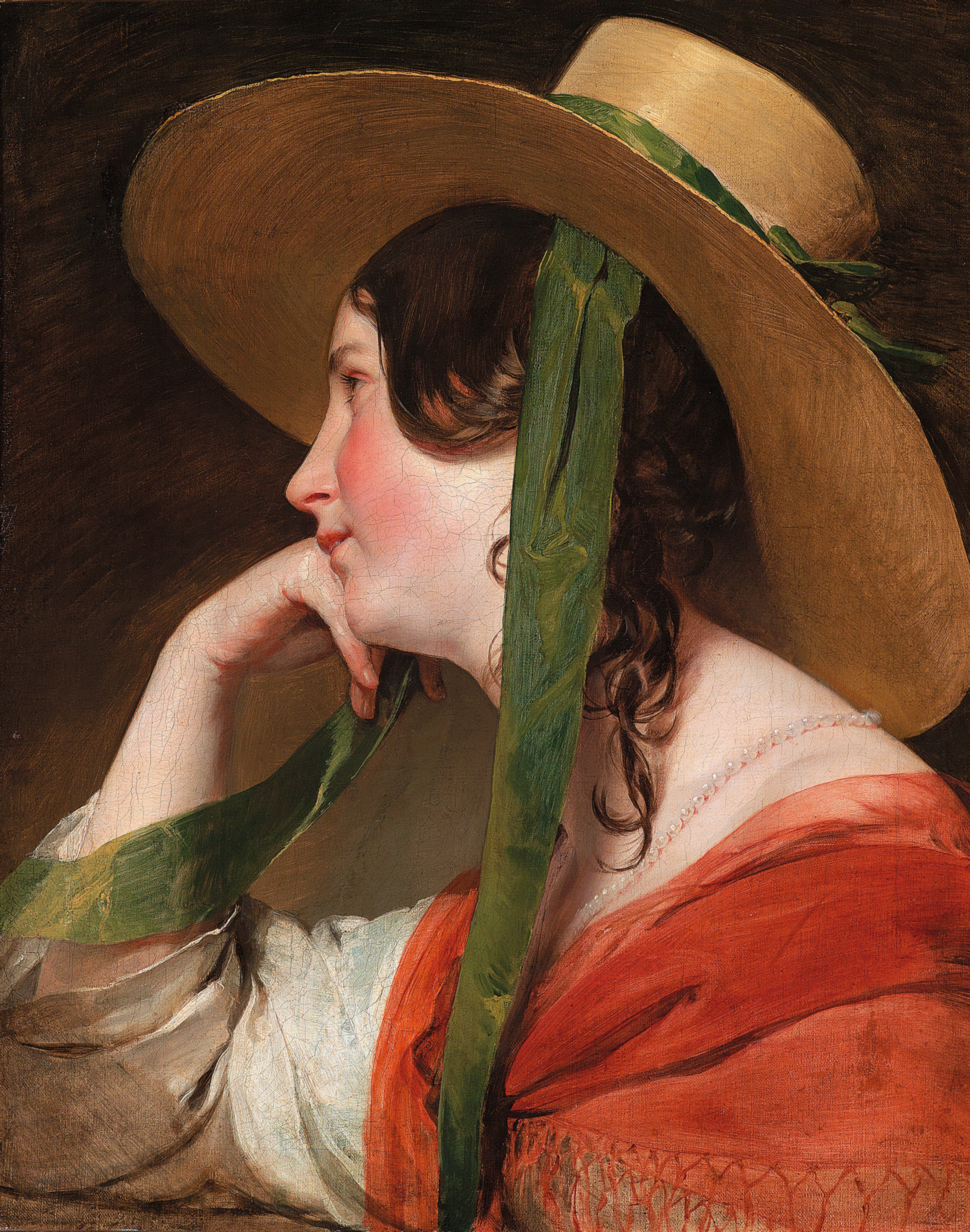
フリードリヒ・フォン・アマーリング, 『麦わら帽子をかぶった少女』
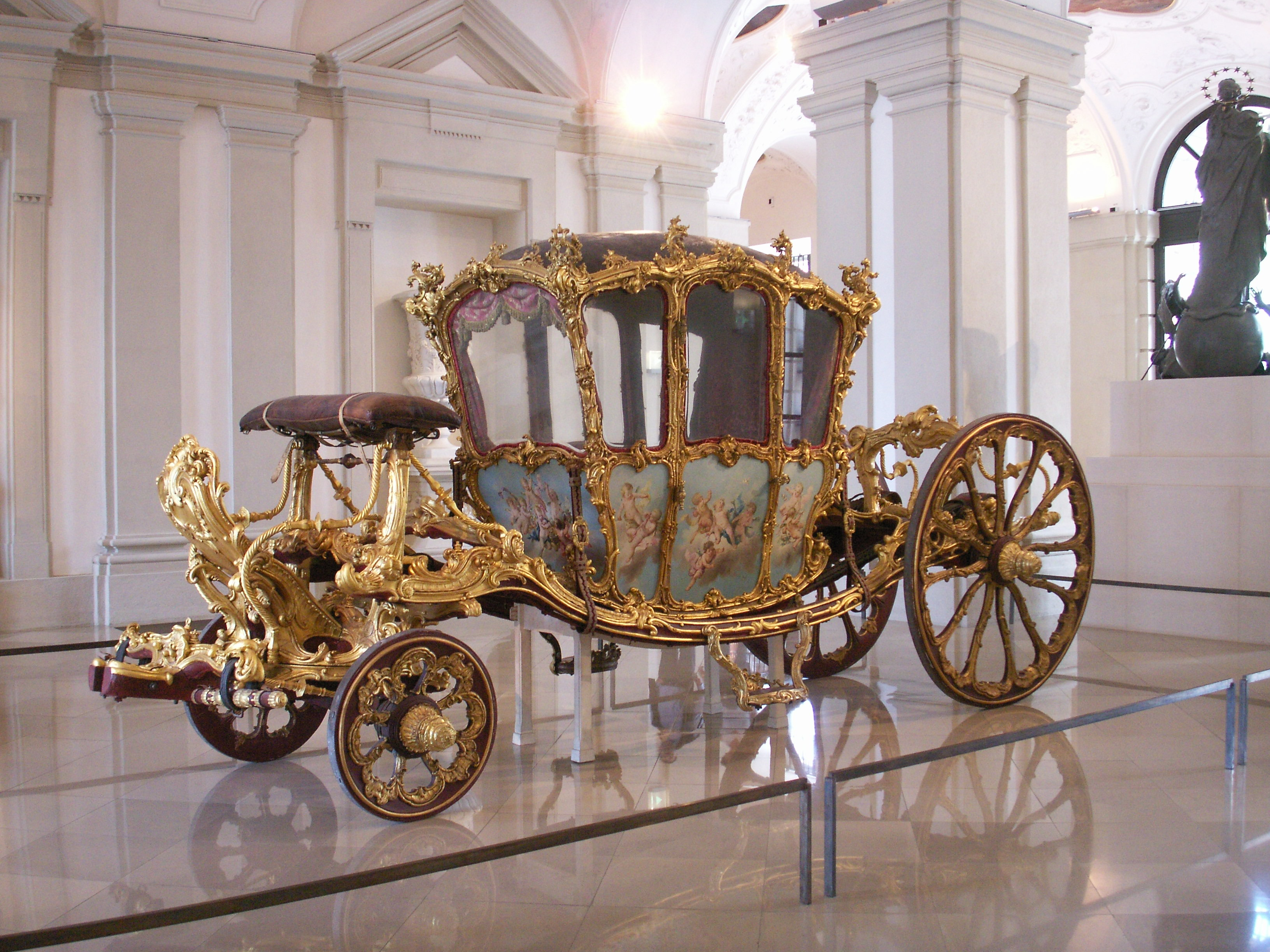
Golden carriage of Joseph Wenzel I. of Liechtenstein (1738)